# Le Jugement (nouvelle)
Pour les articles homonymes, voir Le Jugement.
Le Jugement (en russe : Суд) est une nouvelle d'Anton Tchekhov, parue en 1881.

## Historique
Le Jugement est publiée dans la revue russe Le Spectateur, no 14, du 24 octobre 1881, sous le pseudonyme Antocha Tchekhonte. 
C'est une nouvelle qui traite sur le ton de l'humour de la violence d'un père envers son fils.

## Résumé
Kouzma Egorov, épicier soupçonne Sérapion, son fils, de lui avoir volé vingt-cinq roubles. Il le fouette avec l’assentiment de toutes les autorités du village réunies pour l’occasion : le maire, le gendarme, l'infirmier, le bedeau. Un coup de ceinture, deux, trois, il s'arrête à vingtet un. 
Sa femme rentre. Elle a trouvé l'argent dans le pantalon de Kouzma. Sérapion s’excuse. Il en a l'habitude.

## Édition française
- Le Jugement, traduit par Madeleine Durand avec la collaboration d’E. Lotar, Vladimir Pozner et André Radiguet, dans le volume Premières nouvelles, Paris, 10/18, coll. « Domaine étranger » no 3719, 2004  (ISBN 2-264-03973-6)